# São Roque do Canaã
São Roque do Canaã – miasto i gmina w Brazylii, w stanie Espírito Santo. Znajduje się w mezoregionie Central Espírito-Santense i mikroregionie Santa Teresa.